# Lisszaboni szerződés
A lisszaboni szerződés (a közjogi szaknyelvi hagyományoknak megfelelő írásmóddal: Lisszaboni Szerződés), teljes nevén a „Lisszaboni Szerződés az Európai Unióról szóló szerződés és az Európai Közösséget létrehozó szerződés módosításáról”, amelyet Lisszabonban, 2007. december 13-án írtak alá, az Európai Unió (EU) működését tette hatékonyabbá az alapszerződések korábbi változatainak módosításával. A szerződés kinyilvánított célja volt, hogy „lezárják az amszterdami szerződéssel és a nizzai szerződéssel megkezdett folyamatot, amely arra irányul, hogy megerősítse az Unió hatékonyságát és demokratikus legitimitását, valamint javítsa egységes fellépését”.
A lisszaboni szerződéssel bevezetett főbb változtatások közé tartozott a minősített többségi szavazások számának növelése az EU Tanácsában, az Európai Parlament megnövelt szerepe a döntéshozásban, a pillérrendszer megszüntetése, új tisztségek létrehozása (az Európai Tanács elnöke és az Európai Unió külügyi és biztonságpolitikai főképviselője) egy egységes álláspont képviseletének megkönnyítésére. A szerződés két jelenlegi és egy jövőbeli kivétellel jogilag kötelezővé tette az Alapjogi Chartát. A szerződéssel eredetileg csökkentették volna az EU-biztosok számát 27-ről 18-ra, de ezt végül az íreknek adott garanciákban visszavonták.
Az Európai Unió intézményeinek módosításáról szóló tárgyalások 2001-ben kezdődtek, és először az Európai Alkotmányt eredményezték, mely elbukott a francia és holland népszavazásokon. A lisszaboni szerződést 2007. december 13-án írták alá Lisszabonban (miután Portugália volt a Tanács soros elnöke), és a tervek szerint 2008 végéig minden tagállamban ratifikálni kellett volna, hogy a 2009-es európai parlamenti választásokig – január 1-jén – életbe léphessen. (Az életbe lépés, csúszás esetén, az összes ratifikációs okmány Rómában való elhelyezése utáni hónap első napján vált lehetővé.) Azonban ezt a 2008. június 12-én megtartott ír népszavazás, valamint a cseh törvényhozás, a lengyel elnök és egy német alkotmánybírósági ítélet elhúzódása nem tette lehetővé.
Ezután Írország vezetői az uniós politikusokkal összhangban úgy döntöttek, hogy 2009. október 2-án megismétlik a referendumot, miután garanciákat adtak Írországnak az adópolitika nemzeti szuverenitásának, a hagyományos ír semlegességnek, valamint az „etikai” (családjogi, oktatási, vallási stb.) kérdések kapcsán. Ezen a referendumon az igenek több mint kétharmados többséget szereztek, és az ír ratifikáció október 23-ára le is zárult. A cseh törvényhozás két háza 2009 első felében megszavazta a szerződést, szeptemberre a németek is ratifikálták, és a lengyel elnök, aki az ír „igen”-től tette függővé kézjegyét, szintén aláírta azt.
Az életbe lépés útjában már csak Václav Klaus cseh államfő állt, akinek három feltétele volt – az ír népszavazás pozitív eredménye, cseh kivétel az Alapjogi Charta alól és az alkotmánybíróság ítélete, melyben az egész szerződést vizsgálva, azt a cseh alkotmánnyal összeegyeztethetőnek találta. Ez történt meg legkésőbb, november 3-án. A cseh elnök még aznap aláírta a szerződést.
A lisszaboni szerződés 2009. december 1-jén lépett hatályba.

## Történet

### Háttér
Az EU működésének felülvizsgálata, különösen a 2004-es, tíz taggal való kibővülés után egyre esedékesebbé vált, ezt jelezte a nizzai szerződés mellé fűzött nyilatkozat 2001-ben. A nizzai megállapodások lehetővé tették az EU bővítését 27 tagra, a szavazási rendszer megújításával. A Laekeni Nyilatkozat, amelyet 2001-ben hirdettek meg, elindította az alkotmányozási folyamatot. Felállította az Európai Konventet, amelyet a korábbi francia elnök, Valéry Giscard d’Estaing vezetett, és szerepe volt, hogy egy európai alkotmányt dolgozzon ki a tagállamok közti párbeszéd menedzselésével. Az Európai Alkotmány végső szövegét 2004 nyarán, egy EU-csúcson fogadták el, Írország EU-elnöksége alatt.
Az Alkotmányt, amelyet minden tag elfogadott, egy ünnepség keretében írták alá 2004. november 29-én. Mielőtt életbe lépett volna – ezt 2006. november 1-jére tervezték – át kellett esnie a ratifikációs folyamaton. Ez minden országban mást jelentett, függően hagyományaitól, alkotmányának előírásaitól, és a politikai szándékoktól. Az Alkotmányt 2005-ben a népszavazás formáját választó Franciaország és Hollandia visszautasította. Miközben a tagországok többsége – parlamenti úton – ratifikálta az okmányt (bár Spanyolország és Luxemburg népszavazáson hagyta jóvá), a ratifikációhoz szükséges lett volna minden tagállam hozzájárulása, ezzel világossá vált, hogy nem tud életbe lépni. Ezután az EU vezetői egy időre pihentették az ügyet, és átgondolták a „hogyan tovább” kérdését. Ez végül a tervezett Európai Alkotmány kudarcát jelentette.

### Új lendület

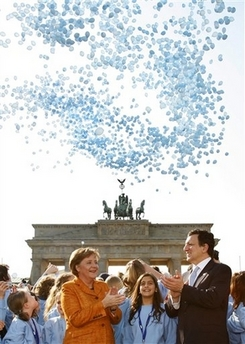
Az EU 50. évfordulós ünnepsége (Merkel és Barroso)

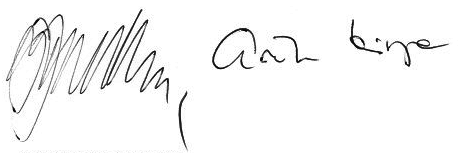
Gyurcsány Ferenc és Göncz Kinga aláírása a lisszaboni szerződésen

2007 első félévében Németország látta el az EU elnökségét, és bejelentette, hogy a „pihentetés” véget ért. Márciusban, ötven évvel a római szerződés aláírása után elfogadtatta a Berlini Nyilatkozatot a tagállamokkal. Ez deklarálta, hogy a tagállamok célja, hogy a 2009-es európai parlamenti választást már egy új szerződés alapján bonyolítsák le – tehát 2009 közepére már lépjen is életbe egy új szerződés. (Ez a választás végül – az első ír népszavazás kurdarca miatt – mégis a régi rendszer szerint folyt le.)
Még a Berlini Nyilatkozat előtt európai politikusok tömörülése, az ún. Amato-csoport, melyet Barroso bizottsága is támogatott, nem hivatalosan azon dolgozott, hogy átírja az alkotmányszerződést. 2007. június 4-én a csoport francia nyelven közzétette munkáját – az Alkotmány 448 bekezdésének 63 000 szavát 70 bekezdésre és 12 800 szóra redukálták. A Berlini Nyilatkozatban az EU vezetői nem hivatalos menetrendet dolgoztak ki az új szerződéssel kapcsolatban:

#### Menetrend
- 2007. június 21–23. Az Európai Tanács csúcstalálkozója Brüsszelben; mandátum a Kormányközi Konferenciára
- 2007. július 23. Kormányközi Konferencia Lisszabonban az új szerződés szövegéről
- 2007. szeptember 7-8. Az EU külügyminisztereinek értekezlete a szerződésről
- 2007. október 18-19. A Tanács csúcstalálkozója Lisszabonban; végső megállapodás a reformszerződés szövegéről
- 2007. december 13. Ünnepélyes aláírás Lisszabonban
- 2009. január 1. Az életbe lépés eredetileg tervezett időpontja
- 2009. december 1. A lisszaboni szerződés életbe lépése

### Tárgyalások

#### A Tanács júniusi csúcstalálkozója
2007. június 21-én összeült a soros EU-csúcs. Ezen a tagállamok állam- és kormányfői elhatározták, hogy megegyeznek egy új szerződésről, hogy az helyettesítse a visszautasított Alkotmányt. A találkozóra a német EU-elnökség keretében került sor, és Angela Merkel német kancellár mint az EU soros elnöke vezette a tárgyalásokat. Néhány más feladat után (mint például az egyezség Ciprus és Málta eurózónába való felvétele ügyében) elkezdődtek a tárgyalások az új szerződés részleteiről. Ezek egészen június 23. reggeléig folytak. Ekkorra értek el megegyezést a négyzetszám-alapú szavazatszám bevezetését követelő Lengyelországgal.
Végül a tagállamok 16 oldalban adtak mandátumot egy Kormányközi Konferencia összehívására. Ez javasolta az alkotmányos utalások nagy részének és a szimbólumoknak az elhagyását. Ezen kívül egyezség született az eredeti Alkotmány bizonyos részeinek (például a külügyeknek) a kiegészítéséről. A Lengyelország és az Egyesült Királyság felől érkező nyomás ellenére az Európai Unió Alapjogi Chartáját is hozzáfűzték a szöveghez, de a két ország felmentést kapott alóla. A szerződés rugalmasabbá teszi a kimaradási klauzulákat („opt-out”) az EU-ban, és az új, az Alkotmányban található szavazási rendszert sem alkalmazzák 2014 előtt.
A júniusi csúcson a szerződést mint „Reformszerződést” emlegették, világossá téve az alkotmányos vonások jelentős csökkentését. A megegyezés szerint a Reformszerződés kiegészíti mind az Európai Közösség létrehozásáról (római szerződés), mind az Európai Unióról (maastrichti szerződés) szóló szerződéseket, hogy ezzel tartalmazni tudja az Alkotmány elemeit, anélkül, hogy egy dokumentumot alkotna belőlük. Az Európai Közösségről szóló szerződést pedig átnevezik az Európai Unió működéséről szóló szerződésre. Emellett megállapodtak, hogy az Alkotmánnyal ellentétben, amelyiknek részét alkotta az Alapjogi Charta, a reformszerződés csak egy utalást tesz majd rá, ám így is kötelezővé teszi jogilag. A csúcs után Lengyelország szeretett volna újranyitni pár témát. Júniusban Jaroslaw Kaczynski lengyel miniszterelnök kijelentette, hogy a második világháború elmaradta esetén Lengyelországnak sokkal több lakosa lenne. Egy másik ügyben a keményen lobbizó Jan-Peter Balkenende holland miniszterelnök harcolt ki nagyobb szerepet a nemzeti parlamenteknek az uniós jogalkotásban.

#### Kormányközi Konferencia
Portugália, amely júliusban átvette a soros elnökséget, támogatta és folytatta Németország kezdeményezését a Kormányközi Konferencia összehívására. A júniusi tárgyalások és a 16 oldalas megegyezéstervezet alapján július 23-án ült össze a testület, egy rövid ünnepség keretében. A portugál elnökség "Az Európai Unióról szóló és az Európai Közösség létrehozásáról szóló szerződéseket kiegészítő szerződéstervezet" címmel közzétett egy 145 oldalas dokumentumot, amihez még egy 132 oldalas szöveg is hozzátartozott, 12 jogi protokollal és 51 nyilatkozattal. A szerződés kivitelezésének kezdetén ezt a tervezetet az Európai Tanács honlapján is elérhetővé tették.
A Konferencián a kormányok képviselőin és az egyes országok által küldött jogi szakembereken kívül részt vett az Európai Parlament három küldöttje: a néppárti Elmar Brok, a szociáldemokrata Enrique Baron Crespo és a liberális Andrew Duff.
A Konferencia megnyitása előtt a lengyel kormány kifejezte szándékát a júniusi megállapodás módosítására, különösen a szavazási rendszer területén, de a többi tagállam által rájuk gyakorolt nyomás miatt visszavonták e szándékukat, mert el akarták kerülni, hogy a tárgyalásokon a szerződés egyedüli akadályoztatójaként tekintsenek rájuk.

#### A Tanács októberi csúcstalálkozója
Az Európai Tanács októberi csúcstalálkozóján, amelyet a soros EU-elnök és portugál miniszterelnök José Sócrates vezényelt le, a minden tagországból jelen lévő jogi szakértők segítségével végső megállapodásra jutottak a szerződéstervezetről. A Tanács ülése alatt világossá vált, hogy a Reformszerződés a „Lisszaboni Szerződés” nevet kaphatja, mert aláírására nagy valószínűséggel a soros elnök Portugália fővárosában, Lisszabonban fog sor kerülni.

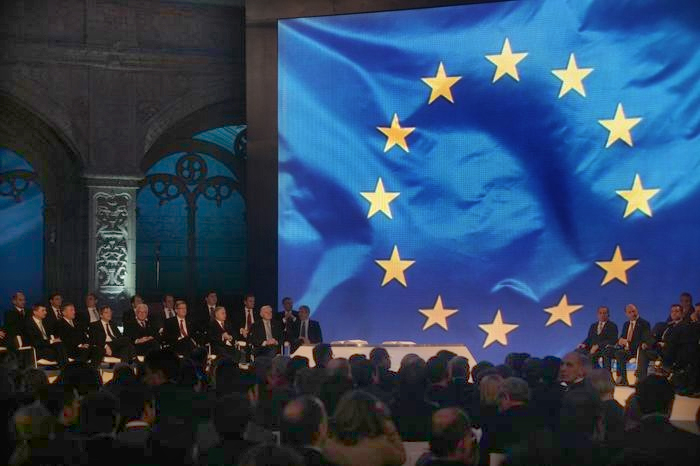
Ünnepélyes aláírás a Jeromos-kolostorban

Az Európai Tanács október 18-19-i, lisszaboni ülésén még néhány dolgon változtattak a szerződés aláírásának biztosítása érdekében. Lengyelország kicsit erősebb megfogalmazást kapott a szavazási súlyok mértékének – a „joáninai kompromisszumnak” – az újraelosztásáról, emellett lehetőséget egy állandó főügyész jelölésére az Európai Bíróságban. A lengyelek az állandó főügyész jelölésére úgy kaptak lehetőséget, hogy azok számát nyolcról tizenegyre emelték.

### Ünnepélyes aláírás
A Tanács októberi csúcstalálkozóján Portugália javasolta, hogy a Reformszerződést Portugália fővárosában, Lisszabonban írják alá. A kérést elfogadták, és ezzel a szerződés – uniós hagyományok szerint – lisszaboni szerződés néven vonult be a köztudatba. Az aláírási ceremónia megszervezésével a portugál elnökséget bízták meg.
A szerződést 2007. december 13-án írták alá az EU tagállamainak képviselői a lisszaboni Szent Jeromos-kolostorban. A portugál kormány, mint a soros EU-elnökség betöltője, a XV. századi, Lisszabonban található Jeromos-kolostorba szervezte az ünnepséget, ahol Portugália 1985-ös csatlakozási szerződését is aláírták. A 27 állam képviselői az aláírással fejezték be hivatalosan a szerződés tárgyalását. Ez volt az első alkalom, hogy a három fő EU-intézmény vezetői is aláírtak egy uniós szerződést.
Gordon Brown brit miniszterelnök nem vett részt az ünnepségen, pár órával később írta alá a szerződést. Ennek oka, hogy brit képviselők előtt vett részt egy bizottsági meghallgatáson.

## Ratifikáció

### Ratifikációs táblázat
| Európai Unió | 2007-12-13                  |  | Nem szükséges |  | Nem szükséges | Nem szükséges | Nem szükséges |  | 2009-12-01 |
| ------------ | --------------------------- |  | ------------- |  | ------------- | ------------- | ------------- |  | ---------- |
|              | Európai Tanács              |  | 2007-12-13    |  | 27            | 0             | 0             |  | [ 2 ]      |
|              | Európai Parlament           |  | 2008-02-20    |  | 525           | 115           | 29            |  | [ 16 ]     |
|              | Az Európai Tanács elnöke    |  | 2007-12-13    |  | Aláírva       | Aláírva       | Aláírva       |  | [ 2 ]      |
|              | Az Európai Bizottság elnöke |  | 2007-12-13    |  | Aláírva       | Aláírva       | Aláírva       |  | [ 2 ]      |
|              | Az Európai Parlament elnöke |  | 2007-12-13    |  | Aláírva       | Aláírva       | Aláírva       |  | [ 2 ]      |

| Ausztria | 2007-12-13        | [ 2 ] | 2008-04-28 |  | 2008-05-13 | 2008-05-13 | 2008-05-13 | [ 3 ] | 2009-12-01 |
| -------- | ----------------- | ----- | ---------- |  | ---------- | ---------- | ---------- | ----- | ---------- |
|          | Nemzeti Tanács    |       | 2008-04-09 |  | 151        | 27         | 0          |       | [ 17 ]     |
|          | Szövetségi Tanács |       | 2008-04-24 |  | 58         | 4          | 0          |       | [ 18 ]     |
|          | Ausztria elnöke   |       | 2008-04-28 |  | Aláírva    | Aláírva    | Aláírva    |       | [ 19 ]     |

| Belgium | 2007-12-13                     | [ 2 ] | 2008-07-11 |  | 2008-10-15 | 2008-10-15 | 2008-10-15 | [ 3 ] | 2009-12-01 |
| ------- | ------------------------------ | ----- | ---------- |  | ---------- | ---------- | ---------- | ----- | ---------- |
|         | Szenátus                       |       | 2008-03-06 |  | 48         | 8          | 1          |       | [ 20 ]     |
|         | Képviselőház                   |       | 2008-04-10 |  | 116        | 18         | 7          |       | [ 21 ]     |
|         | Flamand Regionális Parlament   |       | 2008-07-10 |  | 76         | 21         | 2          |       | [ 22 ]     |
|         | Flamand Közösségi Parlament    |       | 2008-07-10 |  | 78         | 22         | 3          |       | [ 22 ]     |
|         | Vallon Regionális Parlament    |       | 2008-05-14 |  | 56         | 2          | 4          |       | [ 23 ]     |
|         | Vallon Közösségi Parlament     |       | 2008-05-14 |  | 53         | 3          | 2          |       | [ 24 ]     |
|         | Brüsszeli Regionális Parlament |       | 2008-06-27 |  | 65         | 10         | 1          |       | [ 25 ]     |
|         | Brüsszeli Közösségi Tanács     |       | 2008-06-27 |  | 66         | 10         | 0          |       | [ 26 ]     |
|         | Francia Közösségi Parlament    |       | 2008-05-20 |  | 67         | 0          | 3          |       | [ 27 ]     |
|         | Francia Közösségi Tanács       |       | 2008-07-11 |  | 52         | 5          | 0          |       | [ 28 ]     |
|         | Német Közösségi Parlament      |       | 2008-05-19 |  | 22         | 2          | 1          |       | [ 29 ]     |
|         | Belgium uralkodója             |       | 2008-06-19 |  | Aláírva    | Aláírva    | Aláírva    |       | [ 21 ]     |

| Bulgária | 2007-12-13      | [ 2 ] | 2008-04-04 |  | 2008-04-28 | 2008-04-28 | 2008-04-28 | [ 3 ] | 2009-12-01 |
| -------- | --------------- | ----- | ---------- |  | ---------- | ---------- | ---------- | ----- | ---------- |
|          | Parlament       |       | 2008-03-21 |  | 195        | 15         | 30         |       | [ 30 ]     |
|          | Bulgária elnöke |       | 2008-04-04 |  | Aláírva    | Aláírva    | Aláírva    |       | [ 31 ]     |

| Ciprus | 2007-12-13    | [ 2 ] | 2008-07-19 |  | 2008-08-26 | 2008-08-26 | 2008-08-26 | [ 3 ] | 2009-12-01 |
| ------ | ------------- | ----- | ---------- |  | ---------- | ---------- | ---------- | ----- | ---------- |
|        | Képviselőház  |       | 2008-07-03 |  | 31         | 17         | 1          |       | [ 32 ]     |
|        | Ciprus elnöke |       | 2008-07-19 |  | Aláírva    | Aláírva    | Aláírva    |       | [ 33 ]     |

| Csehország | 2007-12-13                  | [ 2 ] | 2009-11-03 |  | 2009-11-13 | 2009-11-13 | 2009-11-13 | [ 3 ] | 2009-12-01 |
| ---------- | --------------------------- | ----- | ---------- |  | ---------- | ---------- | ---------- | ----- | ---------- |
|            | Alkotmánybíróság (részben)  |       | 2008-11-26 |  | Jóváhagyva | Jóváhagyva | Jóváhagyva |       | [ 34 ]     |
|            | Képviselőház                |       | 2009-02-18 |  | 125        | 61         | 11         |       | [ 35 ]     |
|            | Szenátus                    |       | 2009-05-06 |  | 54         | 20         | 5          |       | [ 36 ]     |
|            | Alkotmánybíróság (teljesen) |       | 2009-11-03 |  | Jóváhagyva | Jóváhagyva | Jóváhagyva |       | [ 10 ]     |
|            | Csehország elnöke           |       | 2009-11-03 |  | Aláírva    | Aláírva    | Aláírva    |       | [ 11 ]     |
|            | Csehország miniszterelnöke  |       | 2009-11-03 |  | Aláírva    | Aláírva    | Aláírva    |       | [ 37 ]     |

| Dánia | 2007-12-13       | [ 2 ] | 2008-04-30 |  | 2008-05-29 | 2008-05-29 | 2008-05-29 | [ 3 ] | 2009-12-01 |
| ----- | ---------------- | ----- | ---------- |  | ---------- | ---------- | ---------- | ----- | ---------- |
|       | Parlament        |       | 2008-04-24 |  | 90         | 25         | 0          |       | [ 38 ]     |
|       | Dánia uralkodója |       | 2008-04-30 |  | Aláírva    | Aláírva    | Aláírva    |       | [ 39 ]     |

| Egyesült Királyság | 2007-12-13                       | [ 2 ] | 2008-06-19 |  | 2008-07-16         | 2008-07-16         | 2008-07-16         | [ 3 ] | 2009-12-01 |
| ------------------ | -------------------------------- | ----- | ---------- |  | ------------------ | ------------------ | ------------------ | ----- | ---------- |
|                    | Közösségek Háza                  |       | 2008-03-11 |  | 346                | 206                | 81                 |       | [ 40 ]     |
|                    | Lordok Háza                      |       | 2008-06-18 |  | Jóváhagyva         | Jóváhagyva         | Jóváhagyva         |       | [ 41 ]     |
|                    | Az Egyesült Királyság uralkodója |       | 2008-06-19 |  | Aláírva            | Aláírva            | Aláírva            |       | [ 42 ]     |
|                    | Királyi Főügyészség              |       | 2008-06-25 |  | Nem emelt kifogást | Nem emelt kifogást | Nem emelt kifogást |       | [ 43 ]     |

| Észtország | 2007-12-13        | [ 2 ] | 2008-06-19 |  | 2008-09-23 | 2008-09-23 | 2008-09-23 | [ 3 ] | 2009-12-01 |
| ---------- | ----------------- | ----- | ---------- |  | ---------- | ---------- | ---------- | ----- | ---------- |
|            | Parlament         |       | 2008-06-11 |  | 91         | 1          | 9          |       | [ 44 ]     |
|            | Észtország elnöke |       | 2008-06-19 |  | Aláírva    | Aláírva    | Aláírva    |       | [ 45 ]     |

| Finnország | 2007-12-13        | [ 2 ] | 2008-09-12 |  | 2008-09-30 | 2008-09-30 | 2008-09-30 | [ 3 ] | 2009-12-01 |
| ---------- | ----------------- | ----- | ---------- |  | ---------- | ---------- | ---------- | ----- | ---------- |
|            | Parlament         |       | 2008-06-11 |  | 151        | 27         | 21         |       | [ 46 ]     |
|            | Finnország elnöke |       | 2008-09-12 |  | Aláírva    | Aláírva    | Aláírva    |       | [ 47 ]     |
| Åland      | Parlament         |       | 2009-11-25 |  | 24         | 6          | 0          |       | [ 48 ]     |

| Franciaország | 2007-12-13                     | [ 2 ] | 2008-02-13 |  | 2008-02-14 | 2008-02-14 | 2008-02-14 | [ 3 ] | 2009-12-01 |
| ------------- | ------------------------------ | ----- | ---------- |  | ---------- | ---------- | ---------- | ----- | ---------- |
|               | Nemzetgyűlés (alkotmányreform) |       | 2008-01-30 |  | Jóváhagyva | Jóváhagyva | Jóváhagyva |       | [ 49 ]     |
|               | Szenátus (alkotmányreform)     |       | 2008-01-30 |  | Jóváhagyva | Jóváhagyva | Jóváhagyva |       | [ 49 ]     |
|               | Kongresszus (alkotmányreform)  |       | 2008-02-04 |  | Jóváhagyva | Jóváhagyva | Jóváhagyva |       | [ 49 ]     |
|               | Nemzetgyűlés (ratifikáció)     |       | 2008-02-07 |  | 336        | 52         | 22         |       | [ 50 ]     |
|               | Szenátus (ratifikáció)         |       | 2008-02-07 |  | 265        | 42         | 13         |       | [ 51 ]     |
|               | Franciaország elnöke           |       | 2008-02-13 |  | Aláírva    | Aláírva    | Aláírva    |       | [ 52 ]     |

| Görögország | 2007-12-13         | [ 2 ] | 2008-07-03 |  | 2008-08-12 | 2008-08-12 | 2008-08-12 | [ 3 ] | 2009-12-01 |
| ----------- | ------------------ | ----- | ---------- |  | ---------- | ---------- | ---------- | ----- | ---------- |
|             | Parlament          |       | 2008-06-11 |  | 250        | 42         | 8          |       | [ 53 ]     |
|             | Görögország elnöke |       | 2008-07-03 |  | Aláírva    | Aláírva    | Aláírva    |       | [ 54 ]     |

| Hollandia | 2007-12-13           | [ 2 ] | 2008-07-10 |  | 2008-09-11 | 2008-09-11 | 2008-09-11 | [ 3 ] | 2009-12-01 |
| --------- | -------------------- | ----- | ---------- |  | ---------- | ---------- | ---------- | ----- | ---------- |
|           | Képviselőház         |       | 2008-06-05 |  | 111        | 39         | 0          |       | [ 55 ]     |
|           | Szenátus             |       | 2008-07-08 |  | 60         | 15         | 0          |       | [ 56 ]     |
|           | Hollandia uralkodója |       | 2008-07-10 |  | Aláírva    | Aláírva    | Aláírva    |       | [ 57 ]     |

| Írország | 2007-12-13                             | [ 2 ]                                  | 2009-10-27 |  | 2009-10-23 | 2009-10-23 | 2009-10-23 | [ 3 ] | 2009-12-01 |
| -------- | -------------------------------------- | -------------------------------------- | ---------- |  | ---------- | ---------- | ---------- | ----- | ---------- |
|          | Képviselőház (alkotmánymódosítás)      |                                        | 2008-04-29 |  | Jóváhagyva | Jóváhagyva | Jóváhagyva |       | [ 58 ]     |
|          | Szenátus (alkotmánymódosítás)          |                                        | 2008-04-30 |  | Jóváhagyva | Jóváhagyva | Jóváhagyva |       | [ 58 ]     |
|          | Népszavazás (első)                     |                                        | 2008-06-12 |  | 46,6%      | 53,4%      | 53,1%      |       | [ 4 ]      |
|          | Képviselőház (alkotmánymódosítás)      |                                        | 2009-07-08 |  | Jóváhagyva | Jóváhagyva | Jóváhagyva |       | [ 59 ]     |
|          | Szenátus (alkotmánymódosítás)          |                                        | 2009-07-09 |  | Jóváhagyva | Jóváhagyva | Jóváhagyva |       | [ 59 ]     |
|          | Népszavazás (második)                  |                                        | 2009-10-02 |  | 67,1%      | 32,9%      | 59,0%      |       | [ 6 ]      |
|          | Képviselőház (hivatalos eredmények)    |                                        | 2009-10-08 |  | Jóváhagyva | Jóváhagyva | Jóváhagyva |       | [ 60 ]     |
|          | Írország elnöke (alkotmánymódosítás)   | Írország elnöke (alkotmánymódosítás)   | 2009-10-15 |  | Aláírva    | Aláírva    | Aláírva    |       | [ 61 ]     |
|          | Képviselőház (alkotmánykiegészítés)    |                                        | 2009-10-21 |  | Jóváhagyva | Jóváhagyva | Jóváhagyva |       | [ 62 ]     |
|          | Szenátus (alkotmánykiegészítés)        |                                        | 2009-10-22 |  | Jóváhagyva | Jóváhagyva | Jóváhagyva |       | [ 62 ]     |
|          | Írország elnöke (alkotmánykiegészítés) | Írország elnöke (alkotmánykiegészítés) | 2009-10-27 |  | Aláírva    | Aláírva    | Aláírva    |       | [ 61 ]     |

| Lengyelország | 2007-12-13                         | [ 2 ] | 2008-04-09 |  | 2009-10-12 | 2009-10-12 | 2009-10-12 | [ 3 ] | 2009-12-01 |
| ------------- | ---------------------------------- | ----- | ---------- |  | ---------- | ---------- | ---------- | ----- | ---------- |
|               | Szejm                              |       | 2008-04-01 |  | 384        | 56         | 12         |       | [ 63 ]     |
|               | Szenátus                           |       | 2008-04-02 |  | 74         | 17         | 6          |       | [ 64 ]     |
|               | Lengyelország elnöke (ratifikáció) |       | 2008-04-09 |  | Aláírva    | Aláírva    | Aláírva    |       | [ 65 ]     |
|               | Lengyelország elnöke (okmányok)    |       | 2009-10-10 |  | Aláírva    | Aláírva    | Aláírva    |       | [ 8 ]      |

| Lettország | 2007-12-13        | [ 2 ] | 2008-05-28 |  | 2008-06-16 | 2008-06-16 | 2008-06-16 | [ 3 ] | 2009-12-01 |
| ---------- | ----------------- | ----- | ---------- |  | ---------- | ---------- | ---------- | ----- | ---------- |
|            | Parlament         |       | 2008-05-08 |  | 70         | 3          | 1          |       | [ 66 ]     |
|            | Lettország elnöke |       | 2008-05-28 |  | Aláírva    | Aláírva    | Aláírva    |       | [ 67 ]     |

| Litvánia | 2007-12-13      | [ 2 ] | 2008-05-14 |  | 2008-08-26 | 2008-08-26 | 2008-08-26 | [ 3 ] | 2009-12-01 |
| -------- | --------------- | ----- | ---------- |  | ---------- | ---------- | ---------- | ----- | ---------- |
|          | Parlament       |       | 2008-05-08 |  | 83         | 5          | 23         |       | [ 66 ]     |
|          | Litvánia elnöke |       | 2008-05-14 |  | Aláírva    | Aláírva    | Aláírva    |       | [ 68 ]     |

| Luxemburg | 2007-12-13            | [ 2 ] | 2008-07-03 |  | 2008-07-21 | 2008-07-21 | 2008-07-21 | [ 3 ] | 2009-12-01 |
| --------- | --------------------- | ----- | ---------- |  | ---------- | ---------- | ---------- | ----- | ---------- |
|           | Képviselőház          |       | 2008-05-29 |  | 47         | 1          | 3          |       | [ 69 ]     |
|           | Luxemburg nagyhercege |       | 2008-07-03 |  | Aláírva    | Aláírva    | Aláírva    |       | [ 70 ]     |

| Magyarország | 2007-12-13                        | [ 2 ] | 2007-12-20 |  | 2008-02-06 | 2008-02-06 | 2008-02-06 | [ 3 ] | 2009-12-01 |
| ------------ | --------------------------------- | ----- | ---------- |  | ---------- | ---------- | ---------- | ----- | ---------- |
|              | Országgyűlés (alkotmány)          |       | 2007-12-17 |  | 318        | 5          | 20         |       | [ 71 ]     |
|              | Országgyűlés (ratifikáció)        |       | 2007-12-17 |  | 325        | 5          | 14         |       | [ 72 ]     |
|              | Magyarország elnöke (alkotmány)   |       | 2007-12-20 |  | Aláírva    | Aláírva    | Aláírva    |       | [ 71 ]     |
|              | Magyarország elnöke (ratifikáció) |       | 2007-12-20 |  | Aláírva    | Aláírva    | Aláírva    |       | [ 72 ]     |

| Málta | 2007-12-13   | [ 2 ] | 2008-02-01 |  | 2008-02-06 | 2008-02-06 | 2008-02-06 | [ 3 ] | 2009-12-01 |
| ----- | ------------ | ----- | ---------- |  | ---------- | ---------- | ---------- | ----- | ---------- |
|       | Képviselőház |       | 2008-01-29 |  | 65         | 0          | 0          |       | [ 73 ]     |
|       | Málta elnöke |       | 2008-02-01 |  | Aláírva    | Aláírva    | Aláírva    |       | [ 74 ]     |

| Németország | 2007-12-13                           | [ 2 ]                                | 2008-10-08 |  | 2009-09-25              | 2009-09-25              | 2009-09-25              | [ 3 ] | 2009-12-01 |
| ----------- | ------------------------------------ | ------------------------------------ | ---------- |  | ----------------------- | ----------------------- | ----------------------- | ----- | ---------- |
|             | Szövetségi Gyűlés                    |                                      | 2008-04-24 |  | 515                     | 58                      | 1                       |       | [ 75 ]     |
|             | Szövetségi Tanács                    |                                      | 2008-05-23 |  | 65                      | 0                       | 4                       |       | [ 76 ]     |
|             | Németország elnöke (ratifikáció)     |                                      | 2008-10-08 |  | Aláírva                 | Aláírva                 | Aláírva                 |       | [ 77 ]     |
|             | Alkotmánybíróság                     |                                      | 2009-06-30 |  | Feltételesen jóváhagyva | Feltételesen jóváhagyva | Feltételesen jóváhagyva |       | [ 78 ]     |
|             | Szövetségi Gyűlés (alkotmányreform)  | Szövetségi Gyűlés (alkotmányreform)  | 2009-09-08 |  | Jóváhagyva              | Jóváhagyva              | Jóváhagyva              |       | [ 79 ]     |
|             | Szövetségi Tanács (alkotmányreform)  | Szövetségi Tanács (alkotmányreform)  | 2009-09-18 |  | Jóváhagyva              | Jóváhagyva              | Jóváhagyva              |       | [ 79 ]     |
|             | Németország elnöke (alkotmányreform) | Németország elnöke (alkotmányreform) | 2009-09-23 |  | Aláírva                 | Aláírva                 | Aláírva                 |       | [ 7 ]      |
|             | Németország elnöke (okmányok)        |                                      | 2009-09-25 |  | Aláírva                 | Aláírva                 | Aláírva                 |       | [ 80 ]     |

| Olaszország | 2007-12-13         | [ 2 ] | 2008-08-02 |  | 2008-08-08 | 2008-08-08 | 2008-08-08 | [ 3 ] | 2009-12-01 |
| ----------- | ------------------ | ----- | ---------- |  | ---------- | ---------- | ---------- | ----- | ---------- |
|             | Képviselőház       |       | 2008-07-31 |  | 551        | 0          | 0          |       | [ 81 ]     |
|             | Szenátus           |       | 2008-07-23 |  | 286        | 0          | 0          |       | [ 82 ]     |
|             | Olaszország elnöke |       | 2008-08-02 |  | Aláírva    | Aláírva    | Aláírva    |       | [ 83 ]     |

| Portugália | 2007-12-13        | [ 2 ] | 2008-05-09 |  | 2008-06-17 | 2008-06-17 | 2008-06-17 | [ 3 ] | 2009-12-01 |
| ---------- | ----------------- | ----- | ---------- |  | ---------- | ---------- | ---------- | ----- | ---------- |
|            | Parlament         |       | 2008-04-23 |  | 208        | 21         | 0          |       | [ 84 ]     |
|            | Portugália elnöke |       | 2008-05-09 |  | Aláírva    | Aláírva    | Aláírva    |       | [ 85 ]     |

| Románia | 2007-12-13     | [ 2 ] | 2008-02-07 |  | 2008-03-11 | 2008-03-11 | 2008-03-11 | [ 3 ] | 2009-12-01 |
| ------- | -------------- | ----- | ---------- |  | ---------- | ---------- | ---------- | ----- | ---------- |
|         | Parlament      |       | 2008-02-04 |  | 387        | 1          | 1          |       | [ 86 ]     |
|         | Románia elnöke |       | 2008-02-07 |  | Aláírva    | Aláírva    | Aláírva    |       | [ 87 ]     |

| Spanyolország | 2007-12-13               | [ 2 ] | 2008-07-30 |  | 2008-10-08 | 2008-10-08 | 2008-10-08 | [ 3 ] | 2009-12-01 |
| ------------- | ------------------------ | ----- | ---------- |  | ---------- | ---------- | ---------- | ----- | ---------- |
|               | Kongresszus              |       | 2008-06-26 |  | 322        | 6          | 2          |       | [ 88 ]     |
|               | Szenátus                 |       | 2008-07-15 |  | 232        | 6          | 2          |       | [ 89 ]     |
|               | Spanyolország uralkodója |       | 2008-07-30 |  | Aláírva    | Aláírva    | Aláírva    |       | [ 90 ]     |

| Svédország | 2007-12-13          | [ 2 ] | 2008-11-27 |  | 2008-12-10 | 2008-12-10 | 2008-12-10 | [ 3 ] | 2009-12-01 |
| ---------- | ------------------- | ----- | ---------- |  | ---------- | ---------- | ---------- | ----- | ---------- |
|            | Parlament           |       | 2008-11-20 |  | 243        | 39         | 13         |       | [ 91 ]     |
|            | Svédország kormánya |       | 2008-11-27 |  | Jóváhagyva | Jóváhagyva | Jóváhagyva |       | [ 92 ]     |

| Szlovákia | 2007-12-13       | [ 2 ] | 2008-05-12 |  | 2008-06-24 | 2008-06-24 | 2008-06-24 | [ 3 ] | 2009-12-01 |
| --------- | ---------------- | ----- | ---------- |  | ---------- | ---------- | ---------- | ----- | ---------- |
|           | Nemzeti Tanács   |       | 2008-04-10 |  | 103        | 5          | 1          |       | [ 93 ]     |
|           | Szlovákia elnöke |       | 2008-05-12 |  | Aláírva    | Aláírva    | Aláírva    |       | [ 94 ]     |

| Szlovénia | 2007-12-13       | [ 2 ] | 2008-02-07 |  | 2008-04-24 | 2008-04-24 | 2008-04-24 | [ 3 ] | 2009-12-01 |
| --------- | ---------------- | ----- | ---------- |  | ---------- | ---------- | ---------- | ----- | ---------- |
|           | Nemzeti Gyűlés   |       | 2008-01-29 |  | 103        | 5          | 1          |       | [ 95 ]     |
|           | Szlovénia elnöke |       | 2008-02-07 |  | Aláírva    | Aláírva    | Aláírva    |       | [ 96 ]     |

### Ratifikációs nehézségek

A lisszaboni szerződés ratifikációs folyamata. A dátumok az államok ratifikációs okmányainak Rómában való letétbe helyezését, azaz a ratifikáció lezárultát követik.

#### Ausztria
Ausztria nagykoalíciós kormányára nagy nyomás nehezedett, hogy írjon ki referendumot a szerződésről, melynek igen nagy kockázata lett volna a szerződésre nézve az euroszkeptikus országban.
2008 júniusában Alfred Gusenbauer szociáldemokrata (SPÖ) osztrák kancellár és Werner Faymann, egyik miniszter- és párttársa a népszavazás mellé állt egy újságcikkben. Az ÖVP, a nagykoalíció másik, konzervatív pártja erre bejelentette, hogy ez számukra elfogadhatatlan, és a koalíció felbomlott. 2008 őszén Ausztriában előrehozott választásokat tartottak.
A választás után, a szélsőjobboldali pártok megerősödése miatt a két párt végül mégis új nagykoalícióban állapodott meg. A koalíciós szerződésben a két párt kötelezte magát, hogy csakis közös egyetértéssel írnak ki referendumot EU-szerződésekről. Érdekesség, hogy a szerződés értelmében az új kancellár éppen Werner Faymann lett.

#### Csehország
Csehországban a lisszaboni szerződés ratifikációja nagy nehézségek elé nézett. Először közös megegyezéssel a csehek alkotmánybíróságuk elé utalták a szerződés kritikusabb pontjait. Az alkotmánybíróság 2008. november 26-án az említett pontokat a cseh alkotmánnyal összeegyeztethetőnek találta. A parlament ezek után – még mindig komoly viták árán – ratifikálta a szerződést, a Képviselőház 2009. február 18-án, a Szenátus május 6-án.
A szerződéssel szemben ezek után már csak az elnök, Václav Klaus állt szemben, aki kijelentette, hogy amíg az írek igent nem mondanak, nem írja alá a szerződést. Még a második ír népszavazás előtt, melyen az igenek nyertek (október 2-án), szenátusi hívei szeptember 29-én másodjára is megtámadták a szerződést a cseh alkotmánybíróságon. Az alkotmánybíróság október 27-én tartott meghallgatást az ügyben, és november 3-án kihirdette ítéletét, melyben nem találta a cseh jogrenddel ellentétesnek a szerződést. Emellett Klaus kijelentette, hogy kivételt követel Csehország számára az Alapjogok Chartája alól, mert szerinte az megkérdőjelezte volna a Beneš-dekrétumok érvényességét. Az október 29-i EU-csúcson a tagállamok megegyeztek, hogy Csehország kimaradhat a Chartából; az ezt biztosító nyilatkozatot az ír garanciákkal együtt Horvátország csatlakozási szerződésével együtt fogják ratifikálni.
Klaus kijelentette, hogy nem támaszt több feltételt és a november 3-i alkotmánybírósági ítélet után még aznap aláírta a szerződést. A ratifikációs okmányok letétbe helyezésére – utolsóként az EU-ban – november 13-án került sor.

#### Dánia
Dániában komoly nyomás nehezedett a kormányra, hogy rendezzen népszavazást, miután az ország ezt már többször is megtette EU-ügyekben. Jogi szakértőkkel való egyeztetések után a dán kormány a népszavazás megrendezését nem tartotta szükségesnek, és a parlament útján ratifikálta a szerződést.

#### Finnország
Finnországban nem okozott különösebb gondot a ratifikáció, de autonóm területe, az Åland-szigetek ratifikálta a legkésőbb a dokumentumot az EU-ban, miután ehhez bizonyos engedményeket kért. Egy népszavazás megtartása is felmerült a szigetcsoporton. A dokumentumot végül 2009. november 25-én hagyta jóvá a helyi parlament, miután Finnországtól több EU-s jogot megszereztek – ám a legfontosabb követelésük, az önálló EP-képviselő nem teljesült, mivel súlyos aránytalanságnak tartották a finnek. (Finnország ötmillió feletti lakossága 13 EP-képviselőt delegálhat, míg Ålandon harmincezernél is kevesebben élnek.)
(A szerződés Åland nélkül is életbe léphetett volna, ám enélkül felmerülhettek volna kérdések, hogy mennyiben részese a szigetcsoport az EU-nak. A Dánia alá tartozó Grönland már korábban ki is lépett a szervezetből, Feröer pedig nem is csatlakozott.)

#### Franciaország
Franciaországban a parlament elvégezte a ratifikációt, ám érdemes megjegyezni, hogy többek között a francia népszavazás buktatta meg a szerződés elődjét, az Európai Alkotmányt. A francia pártok ezen esetben a parlamenti ratifikáció mellett döntöttek, ami előtt egy kisebb alkotmányreformra is sor került.

#### Hollandia
Hollandiában szintén elbukott az Alkotmány, és itt is komoly nyomás nehezedett a kormányra, hogy tartson népszavazást. A kormány azonban itt is ezzel ellentétesen döntött. A parlament végül elvégezte a ratifikációt, különösebb nehézségek nélkül.

#### Írország

##### Az ír helyzet
Írországban egy 1987-es legfelsőbb bírósági ítélet – melyben Raymond Crotty történészprofesszor népszavazás kiírását követelte az ír miniszterelnökkel szemben az Egységes Európai Okmányról – előírta, hogy arról és a hasonló szerződésekről a kormány köteles népszavazást kiírni. A szigetország két népszavazást rendezett a szerződésről, illetve az alkotmánymódosításról, mely felhatalmazta az ír parlamentet a szerződés ratifikációjára. Az elsőt a „nem”-ek kerültek többségbe, leállítva ezzel a ratifikációs folyamatot. A második népszavazáson az „igen”-ek nyertek, felhatalmazva az ír törvényhozást a szerződés ratifikálására.

##### Az első népszavazás
Az ír kormány már 2007-ben jelezte, hogy az új szerződésről – ahogy ez az Európai Alkotmánnyal is történt volna – népszavazást tartanak Írországban. 2008-ra kiderült, hogy az ország ezzel egyedül maradt az EU-ban. A felmérések először nagyarányú támogatást mutattak, ám annál is nagyobb méretű bizonytalanság mellett. A kampány tehát teljesen nyílt volt. Végül 2008 áprilisára a „nem”-tábor már megközelítette, az „igen”-tábort. Ennek legfőbb oka, hogy a hagyományosan az EU-szerződésekre nemet mondó szervezetek – a Sinn Féin és a Cóir – mellett megjelent Declan Ganley ír-amerikai üzletember szervezete, a Libertas is a kampányban. A szervezet önmagát Európa-pártinak, de „Lisszabon-ellenesnek” nevezte. A Libertas az ír biztosi hely, az abortusztilalom és a hagyományos ír semlegesség elvesztésével kampányolt, valamint azzal, hogy a szerződésben a közös európai hadseregre jogalapot teremtő okmányt látott. Mindezek igen vitatottá tették szereplését, de sok hívet is szerzett. (2008 őszén az Európai Parlament vizsgálatot indított, mert a Libertas nagyszabású kampányának finanszírozásában az Egyesült Államok került gyanúba.) A kormány erre igen erőtlen választ adott, májusban például a miniszterelnök elismerte, hogy nem olvasta végig a szerződést. Júniusra aztán a szerződések már csekély „nem”-előnyt mutattak egyre kevesebb bizonytalan mellett, és 2008. június 12-én végül ennek megfelelően a „nem”-ek nyertek, 53,4 százalékot szerezve.

##### A második népszavazás
Az eredmény kisebbfajta sokként érte az európai politikusokat, mivel korábban leszögezték, nincs B-tervük az elutasítás esetére. Az ír kormány által szeptemberben közzétett felmérés azt mutatta, a nemmel szavazók jórésze azért tett így, mert nem ismerte a dokumentumot. A második népszavazásról először júliusban esett szó, azt bizonyos Írországnak adott garanciákhoz kötve. Mikor azonban Nicolas Sarkozy francia elnök szűk körben kiállt egy második népszavazás mellett, azt felháborodás követte Írországban, és egy júliusi felmérés 62%-ot mutatott a „nem”-ek számára egy második népszavazás esetére. Az EU vezetői azonban, Brian Cowen ír miniszterelnökkel egyeztetve ősszel mégis emellett döntöttek, decemberben pedig megállapodtak abban, hogy garanciákat adnak Írországnak az adópolitika nemzeti szuverenitásának, a hagyományos ír semlegességnek, valamint az „etikai” (családjogi, oktatási, vallási stb.) kérdések kapcsán – tehát jórészt a „nem”-mel kampányoló szervezetek vitatott érveivel szálltak szembe. A helyzetet azonban jelentősen a 2008 őszén kitört gazdasági válság változtatta meg, amely Írországot is érzékenyen érintette. Az írek, akiknek országa az EU-hoz való csatlakozás és az EU-s támogatásokhoz való hozzáférés után élt át egy nagyon jelentős gazdasági fejlődést, ekkor sokkal elfogadóbbá váltak a szerződés iránt. 2009 januárjától egészen az októberi szavazásig a legkisebb arány, amelyet az „igen”-eknek mértek, 46%-os volt, miközben egyes kutatások 60% felettire tették azok arányát – a bizonytalanokat is hozzászámolva. 2009. október 2-án az „igen”-ek 67,1 százalékot szereztek.

##### A ratifikáció lezárulása
Az ír alkotmány 28. kiegészítését, mely felhatalmazta az államot a lisszaboni szerződés ratifikálására, október 15-én írta alá Mary McAleese ír államfő. Ezek után a Képviselőház október 21-én, a Szenátus október 22-én ratifikálta a szerződést, az államfő pedig október 27-én írta alá azt. A ratifikációs okmányokat már október 23-án, a szenátusi szavazás után leadták Rómában az olasz kormánynál.

#### Lengyelország
Lengyelországban a 2007-ben kormányzó konzervatív Jog és Igazságosság (PiS) miniszterelnöke, Jarosław Kaczyński csak nagy engedmények árán (mint például a kimaradás az Alapjogok Chartájából) ment bele a szerződés aláírásába. A miniszterelnök azonban 2007 őszén megbukott, helyét a szintén konzervatív Polgári Platformot (PO) képviselő Donald Tusk vette át. Tusk azonban, bár az Unióhoz sokkal pozitívabban viszonyult, mint elődje és annak ikertestvére, Lech Kaczyński elnök, nem tudta sem megszüntetni az engedményeket (az elnök kijelentette, hogy ennek esetén nem hajlandó aláírni a szerződést), sem ratifikálni azt, ugyanis az elnök a szejm áprilisi szavazása után, mely jóváhagyta a dokumentumot, csak a ratifikációs okmányt írta alá, az azoknak Rómában való elhelyezését jóváhagyó engedélyt nem, majd az elutasító ír népszavazás után kijelentette, hogy amíg az írek nem hagyják jóvá a szerződést, nem is szándékozza ezt megtenni. Erre az alkotmány értelmében lehetősége volt, és ezzel a lengyel ratifikáció leállt.
Végül, miután 2009. október 2-án az írek igennel szavaztak a második népszavazáson, a lengyel elnök október 10-én aláírta az okmányok elhelyezéséről szóló engedélyeket is, ezzel, azoknak Rómában való leadásával a lengyel ratifikáció október 12-én lezárult.

#### Nagy-Britannia
Nagy-Britannia csak komoly engedményekkel írta alá a szerződést. Bár a ratifikáció lezajlott parlamenti úton, a David Cameron vezette konzervatív ellenzék folyamatosan népszavazást követelt az ügyben. Stuart Wheeler brit üzletember Tony Blair kormányának ígérete – a népszavazás az Európai Alkotmányról – alapján jogilag próbálta megvétózni a ratifikációt a parlamenti szavazás után. Az ügy csak június 25-ére zárult le, és a kormány mindaddig nem helyezte letétbe a ratifikációs okmányokat Rómában.
Gordon Brown miniszterelnök helyzete ingatag volt hazájában, és a toryk hatalomra kerülésük esetén azonnali népszavazást ígértek, amennyiben a szerződés még nem lépett volna életbe. 2010 nyaráig kötelező volt az általános választások kiírása; a konzervatív párt magabiztosan vezetett a felmérésekben és a szerződés támogatói kisebbségben voltak a szigetországban – ez egyfajta határidőként is szolgált tehát a szerződést életbe léptetni akaró uniós politikusoknak. Végül, a szerződés életbe lépése után David Cameron tisztázta, hogy ezután nem írna ki népszavazást, ám megtartaná azt bármilyen későbbi EU-szerződésről és az euróövezeti csatlakozásról is, ha a 2010-es választásokon miniszterelnökké választanák, emellett kilátásba helyezte bizonyos jogkörök visszavételét az EU-tól. Később ezen a választáson a konzervatívok nem szereztek abszolút többséget, így koalícióra kényszerültek lépni az erősen EU-párti Liberális Demokratákkal. A koalíciós szerződés egyebek mellett tartalmazza népszavazás kiírásának kötelezettségét az EU-nak való hatáskörök átadásának esetére, de nincs szó benne a jelenleg az EU-nál lévő jogkörök visszavételéről.
Gibraltárban a szerződés automatikusan életbe lépett Nagy-Britannia ratifikációjával. Emellett elképzelhető, hogy a parlament külön egyezteti a jogrenddel a szerződést, de ez nem a ratifikációs folyamat része, ezért nem szerepel a fenti táblázatban.

#### Németország
Németországban a Szövetségi Gyűlés (Bundestag), illetve a Szövetségi Tanács (Bundesrat) (az alsó-, illetve a felsőház) már 2008 tavaszán megszavazta a ratifikációt, ám az mégis leállt, mert Peter Gauweiler képviselő, illetve a német Baloldal párt a német alkotmánybírósághoz fordult, hogy vizsgálja meg, ellentétes-e a szerződés a német alaptörvénnyel. Horst Köhler szövetségi elnök mindaddig nem szándékozott aláírni a ratifikációs okmányok elhelyezésére vonatkozó engedélyt, amíg a testület zöld utat nem ad, és a ratifikációt is csak október 8-án hagyta jóvá. Az alkotmánybíróság 2009. február 11-12-én tartott meghallgatást, és június 30-án hirdette ki ítéletét, amelyben jóváhagyta a szerződést, ám csak amennyiben az ország a parlament szerepét az EU-ban megerősítő törvényt fogad el. A pártok nyáron megegyeztek a törvény szövegéről (főleg a kormányzó CDU testvérpártja, a CSU emelt kifogásokat), és augusztus 26-án rendkívüli vitanapot tartottak arról, majd szeptember 8-án a Bundestag, szeptember 18-án pedig a Bundesrat is megszavazta azt. Az elnök szeptember 23-án írta alá, és ezzel még a szeptember 27-i választások előtt aláírhatta az okmányokra vonatkozó engedélyt is. Ezt szeptember 25-én tette meg, és Németország olasz nagykövete még aznap letétbe helyezte a ratifikációs okmányokat Rómában.

#### Szlovákia
Szlovákiában a Fico-kormány médiatörvénye ellen tiltakozó ellenzéki képviselők kijelentették, hogy amennyiben azt megszavazzák, nem adják szavazatukat a szerződés szlovák jóváhagyására. Ez komoly fejfájást okozott volna a nemzetközi színtéren a kormányfőnek, miután a szlovák törvények értelmében a ratifikációhoz a parlament háromötödének jóváhagyására van szükség. Végül a Magyar Koalíció Pártja beállt a szerződés mellé, ezzel azt és a médiatörvényt is elfogadták. Csáky Pál, a szövetség elnöke cáfolta volna, hogy mindezt különféle előnyökért tették volna. Mindazonáltal ezzel jó időre megromlott a párt kapcsolata a többi ellenzéki erővel.
2009 októberében Robert Fico miniszterelnök Václav Klaus cseh elnök követeléseire vonatkozóan – melyek a mindkét országban érvényben lévő Benes-dekrétumokat kívánták megvédeni – kijelentette, országa minden olyan biztosítékot kérni fog, melyet Klaus szerez országának.
Végül nem járt sikerrel, mert míg Klaus követelései nyomán Csehországnak felmentést ígértek az Alapjogi Charta alól, Szlovákia ezt nem kapta meg. (Balázs Péter magyar külügyminiszter az októberi EU-csúcson ragaszkodott ahhoz, hogy a szlovákiai magyarokra vonatkozzon a dokumentum.) Szlovákia mégsem vétózta meg a cseh kivételt.

#### A többi tagállam
Az EU másik 16 tagállamában a parlament különösebb érdekességek nélkül hajtotta végre a ratifikációt, és sem a kormány, sem az államfő nem emelt vétót ellene.

#### Konzultatív szavazások
Az Európai Parlament 2008 elején tartott szavazást a dokumentumról, ám ez nem volt jogilag kötelező erejű. A Parlament többsége igennel szavazott.
(Az Åland-szigeteki parlamenti szavazás, valamint a gibraltári parlament által a jogrendbe való esetleges beiktatás sem hat ki az Európai Unióban való életbe lépésre és érvényességre.)

## Működés
Mint egy más szerződéseket kiegészítő szerződés, a lisszaboni szerződés önmagában nem egy teljes értékű szöveg. A szerződés több kiegészítést csatol az Európai Unióról szóló és az Európai Közösséget létrehozó szerződésekhez, az utóbbit az „Európai Unió működéséről szóló szerződés”-sé nevezve át. A lisszaboni szerződés által kiegészítve az Európai Unióról szóló szerződés jogi utalást tartalmaz az Európai Unió Alapjogi Chartájára, ezzel jogilag kötelezővé teszi azt. Az Európai Unióról szóló és az Európai Unió működéséről szóló szerződés, valamint az Európai Unió Alapjogi Chartája ezzel egyenlően váltak kötelező érvényűvé és együtt alkotják az Európai Unió jogi alapját.
Egy tipikus (itt éppen a maastrichti szerződést módosító) kiegészítés a lisszaboni szerződés szövegéből:
A 7. cikk a következőképpen módosul:
(a) a teljes cikkben a „hozzájárulásának” szövegrész helyébe az „egyetértésének” szöveg, a „megsérti a 6. cikk (1) bekezdésében említett alapelveket” szövegrész helyébe a „megsérti az 1a. cikkben említett értékeket” szöveg, az „az e szerződés” szövegrész helyébe pedig az „a Szerződések” szöveg lép;
Az Európai Bizottság közzétett egy egyszerűsített változatot Archiválva 2010. szeptember 8-i dátummal a Wayback Machine-ben (az Unió összes hivatalos nyelvén), mely rámutat, hogy hol és mennyiben módosította a régebbi szerződéseket a lisszaboni szerződés.

## Az Alapjogi Charta

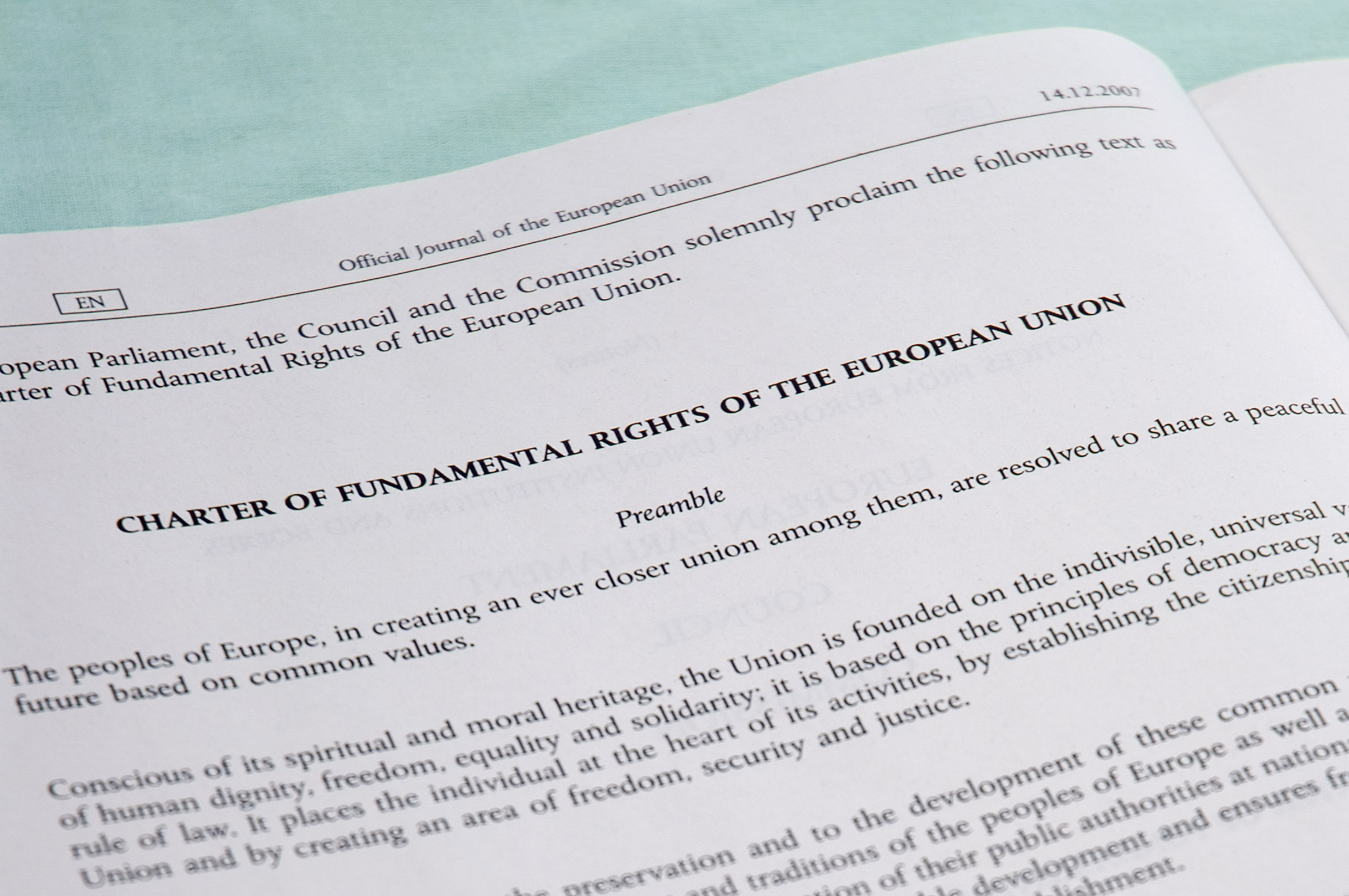
Az alapjogi charta tiltja például a halálbüntetést és az eugenikát.

Az Európai Unió Alapjogi Chartájának ötvenöt cikke az Európai Unió polgárainak járó politikai, szociális és gazdasági jogait sorolja fel. A lisszaboni szerződés életbe lépésével az ez alól kivételt kapott országok leszámításával a charta kötelező érvényűvé vált. Fontos volt annak biztosítása, hogy az uniós szabályozások és direktívák nem mondanak ellent az összes tagállam által ratifikált Emberi Jogok Európai Egyezményének (amelyet a lisszaboni szerződés szerint az Európai Unió egységesen is elfogad). A visszautasított Európai Alkotmányba a Chartát belefoglalták volna, és így lett volna jogilag kötelező érvényű. Az Egyesült Királyság, mint a két uniós, a "közönséges jog" alapú jogrendszert alkalmazó ország egyike (a másik Írország), és mint egy íratlan alkotmánnyal rendelkező ország, ellenezte annak a belső törvénykezésben való kötelezővé tételét. A német elnökség által javasolt változatot, amely egy utalást tartalmaz egy cikkben a chartára a kiegészített szerződésekben, ezzel fenntartva a kötelező jogi érvényt, végül minden tagállam elfogadta, és a lisszaboni szerződéssel életbe lépett. Mindazonáltal egy, a szerződéshez csatolt jegyzőkönyvben az Egyesült Királyság és Lengyelország kivételt kapott a charta alkalmazása alól a szerződés életbe lépésének esetére is. A Cseh Köztársaság biztosítékot kapott arról, hogy a charta nem visszamenőleges hatályú, valamint a cseh kivételről való egyezmény teljeskörű uniós ratifikációja esetén a lengyel és a brit kivételekhez hasonló felmentést kap. A lisszaboni szerződés értelmében az Európai Unióról szóló szerződés 6. cikke szerint a Charta ugyanúgy kötelező érvényű, mint maga az Európai Unióról szóló vagy akár az Európai Unió működéséről szóló szerződés.

## Kiegészítések

### Az Európai Központi Bank
Az Európai Központi Bank hivatalosan is EU-intézménnyé vált. Ezzel párhuzamosan az euró vált az Európai Unió hivatalos fizetőeszközévé (nem érintve ezzel az euró bevezetése alóli dán és brit kivételek hatását).

### Az Európai Elsőfokú Bíróság
Az Európai Elsőfokú Bíróságot átnevezték Európai Általános Bírósággá.
Az Elsőfokú Bíróság megnevezése a Lisszaboni Szerződés hatályba lépése óta magyarul "Törvényszék".
Lásd: http://curia.europa.eu/jcms/jcms/j_6/

### Az Európai Közösségek Bírósága
A lisszaboni szerződés az Európai Közösségek Bíróságát az Európai Unió Bíróságává nevezte át.
Néhány jelentősebb változtatás a Bíróság működésében:
Ha egy tagállami bíróság előtt folyamatban lévő ügyben olyan kérdés merül fel, amely valamely fogva tartott személyt érint, az Európai Unió Bírósága a lehető legrövidebb időn belül határoz.
Az Európai Unió Bírósága nem rendelkezik hatáskörrel a közös kül- és biztonságpolitikára vonatkozó rendelkezések, valamint az azok alapján elfogadott jogi aktusok tekintetében.
A harmadik résznek a szabadságon, a biztonságon és a jog érvényesülésén alapuló térségről szóló IV. címe 4. és 5. fejezete rendelkezéseire vonatkozó hatásköreinek gyakorlása során az Európai Unió Bírósága nem rendelkezik hatáskörrel egy tagállam rendőrsége vagy más bűnüldöző szolgálata által végrehajtott intézkedések érvényességének vagy arányosságának, illetve a közrend fenntartásával és a belső biztonság megőrzésével kapcsolatos tagállami hatáskörök gyakorlásának felülvizsgálatára.

### A Miniszterek Tanácsa
| tagállam           | nizzai szerződés | nizzai szerződés | lisszaboni szerződés | lisszaboni szerződés |
| tagállam           | szavazatok       | %                | népesség milliókban  | %                    |
| ------------------ | ---------------- | ---------------- | -------------------- | -------------------- |
| Németország        | 29               | 8,4%             | 82                   | 16,5%                |
| Franciaország      | 29               | 8,4%             | 64                   | 12,9%                |
| Egyesült Királyság | 29               | 8,4%             | 62                   | 12,4%                |
| Olaszország        | 29               | 8,4%             | 60                   | 12,0%                |
| Spanyolország      | 27               | 7,8%             | 46                   | 9,0%                 |
| Lengyelország      | 27               | 7,8%             | 38                   | 7,6%                 |
| Románia            | 14               | 4,1%             | 21                   | 4,3%                 |
| Hollandia          | 13               | 3,8%             | 17                   | 3,3%                 |
| Görögország        | 12               | 3,5%             | 11                   | 2,2%                 |
| Portugália         | 12               | 3,5%             | 11                   | 2,1%                 |
| Belgium            | 12               | 3,5%             | 11                   | 2,1%                 |
| Csehország         | 12               | 3,5%             | 10                   | 2,1%                 |
| Magyarország       | 12               | 3,5%             | 10                   | 2,0%                 |
| Svédország         | 10               | 2,9%             | 9.2                  | 1,9%                 |
| Ausztria           | 10               | 2,9%             | 8.3                  | 1,7%                 |
| Bulgária           | 10               | 2,9%             | 7.6                  | 1,5%                 |
| Dánia              | 7                | 2,0%             | 5.5                  | 1,1%                 |
| Szlovákia          | 7                | 2,0%             | 5.4                  | 1,1%                 |
| Finnország         | 7                | 2,0%             | 5.3                  | 1,1%                 |
| Írország           | 7                | 2,0%             | 4.5                  | 0,9%                 |
| Litvánia           | 7                | 2,0%             | 3.3                  | 0,7%                 |
| Lettország         | 4                | 1,2%             | 2.2                  | 0,5%                 |
| Szlovénia          | 4                | 1,2%             | 2.0                  | 0,4%                 |
| Észtország         | 4                | 1,2%             | 1.3                  | 0,3%                 |
| Ciprus             | 4                | 1,2%             | 0.87                 | 0,2%                 |
| Luxemburg          | 4                | 1,2%             | 0.49                 | 0,1%                 |
| Málta              | 3                | 0,9%             | 0.41                 | 0,1%                 |
| összesen           | 345              | 100%             | 498                  | 100%                 |
| szükséges többség  | 255              | 74%              | 324                  | 65%                  |

A szerződés kiterjesztette a minősített többségi szavazás használatát a Miniszterek Tanácsában azzal, hogy majdnem minden döntési területen bevezette az addig használt módszer helyett, amelyben teljeskörű egyetértésre volt szükség. Ezen túl 2014-ben megváltozik a minősített többség definíciója: akkor lép majd érvénybe, ha a tagállamok legalább 55%-a van egy javaslat mellett, akik az EU állampolgárainak legalább 65%-át képviselik majd. Amennyiben a Miniszterek Tanácsa olyan ügyben dönt, amelyet nem az Európai Bizottság vagy az Európai Unió főképviselője terjesztett be elé, akkor az államok 72%-ára van szükség, de a képviseleti követelmény nem változik. Egy javaslat blokkolásához négy ország szavazata szükséges, de ezeknek legalább a népesség 35%-át kell képviselniük. Ezzel a szavazás erősen függ a tagországok lakosságától, és a legtöbb esetben nem igényel teljeskörű egyetértést, ezzel megkönnyítve a döntéshozatalt.
A jelenlegi szabályozás, amelyet a nizzai szerződés szab meg, az országok úgynevezett szavazati súlyának 74%-át, és 62%-os képviseleti követelményt igényelt. Ez 2014-ig marad érvényben. 2014 és 2017 között átmeneti időszak következik majd, amelyben már az új szabályok szerint folyik a szavazás, de bármely tagállam kérésére visszatérhetnek a régihez. Ezen túl 2014-től életbe lép az 1994-es „joáninai kompromisszum” új formája, amely megengedi a kisebbségbe kerülteknek, hogy bizonyos döntések újravizsgálatát kérjék.
A szerződés előírja, hogy a miniszteri találkozókat, beleértve a vitát és a szavazást, nyilvánosság előtt tartsák.
Az Európai Unió Tanácsának elnöksége, amelyet félévente más-más tagállam lát el, kiegészült az „elnökségi hármasok” intézményével, hogy nagyobb legyen a folytonosság annak működésében. A szerződés a Miniszterek Tanácsának egyik részegységének, a Külügyi Tanácsnak a vezetőjévé pedig nem az elnökséget betöltő ország küldöttjét, hanem az EU főképviselőjét tette meg.
Az eurócsoportot, amely az eurózóna pénzügyminisztereit fogja össze, hivatalossá tette, mint az Európai Pénzügyminiszterek Tanácsának (ECOFIN) alegységét.

### Az Európai Tanács
Az Európai Tanács hivatalosan is az Európai Unió intézményévé vált, ezzel elkülönülve a Miniszterek Tanácsától. Továbbra is a tagállamok állam- vagy kormányfőit tömöríti(hogy melyiket, azt a tagországok külön döntik el), rajtuk kívül az Európai Bizottság elnöke a tagja, de neki nincs szavazati joga.
Az Európai Tanács minősített többséggel választ magának elnököt, két és fél évre. Az elnök egyszer újraválasztható, illetve hasonló többséggel el is távolítható tisztségéről. Az Európai Bizottság elnökének megválasztásával ellentétben az elnök személye nem függ az Európai Parlament összetételétől. Az elnök munkája többnyire adminisztratív, ő felelős az Európai Tanács munkájáért, vezeti le az üléseket és számol be munkájáról az Európai Parlamentnek minden ülés után, valamint ciklusa kezdetén és végén. Az elnök emellett az Európai Unió külföldi képviseletét is ellátja.
A lisszaboni szerződés szerint az Európai Tanács nagyobb beleszólást kapott a rendőri és büntetőjogi, külügyi, valamint az alkotmányos ügyekbe, mint például az Európai Parlament és az Európai Bizottság összetétele, a soros elnökséghez kapcsolódó ügyek, a tagállami jogok esetleges felfüggesztése, a szavazati rendszer megváltoztatása, valamint az Európai Bizottság elnökének és az Európai Unió főképviselőjének jelölése. Ebben a struktúrában a formális változást egyedül a főképviselő, valamint maga az új elnök jelenti.

#### Az „emergency break” folyamat
Az úgynevezett emergency break folyamat esetén, tehát amennyiben a Tanács egy tagja kijelenti, hogy valamely jogalkotási aktus tervezete szociális biztonsági rendszerének, büntetőjogi rendszerének alapvető kérdéseit, az Európai Ügyészségi Hivatal felállításának kérdéseit stb. érintené, kérheti, hogy a kérdést terjesszék az Európai Tanács elé. Ebben az esetben a rendes jogalkotási eljárást fel kell függeszteni. A felfüggesztéstől számított négy hónapon belül az Európai Tanács, a kérdés megvitatása után kétféleképen dönthet: a tervezetet visszautalja a Tanács elé, amely megszünteti a rendes jogalkotási eljárás felfüggesztését, vagy semmilyen intézkedést nem tesz, vagy új javaslat benyújtására kéri fel a Bizottságot; ebben az esetben az eredetileg javasolt jogi aktust el nem fogadottnak kell tekinteni.

### Önálló jogi személyiséggé válás és a pillérrendszer eltörlése
A maastrichti szerződés által létrehozott pillérrendszert a lisszaboni szerződés felszámolta és az Európai Uniót egységes szervezetté tette. Korábban a három pillér – az Európai Közösség, a rendőri és igazságügyi együttműködés és a közös kül- és biztonságpolitika – közül csak a Közösségnek volt önálló jogi személyisége. Az egységesítéssel az Európai Uniót önálló jogi személyiséggel ruházták fel. A maastrichti szerződés érintett részét megváltoztatták, a következőre: „Az Unió helyettesíti és követi az Európai Közösséget.” Emiatt azon EU-szervek elnevezéseiben, melyekben eddig a „Közösségek” megnevezés szerepelt, ez az életbe lépéssel eltűnt. (Például az „Európai Bizottság” megnevezés itt vált hivatalossá, felváltva a korábbi „Az Európai Közösségek Bizottsága” nevet.)
| Aláírva Hatályban Szerződés   | 1948 Brüsszeli szerződés                                    | 1951 1952 Párizsi szerződés                 | 1954 1955 A brüsszeli szerződés módosítása  | 1957 1958 Római szerződés                   | 1965 1967 Egyesítő szerződés                | 1975 Az Európai Tanács döntése          | 1986 1987 Egységes Európai Okmány       | 1992 1993 Maastrichti szerződés         | 1992 1993 Maastrichti szerződés | 1997 1999 Amszterdami szerződés | 2001 2003 Nizzai szerződés | 2007 2009 Lisszaboni szerződés | 2007 2009 Lisszaboni szerződés |  |  |  |  |  |  |  |  |
|                               |                                                             |                                             |                                             |                                             |                                             |                                         |                                         |                                         |                                 |                                 |                            |                                |                                |  |  |  |  |  |  |  |  |
| Az Európai Unió három pillére |                                                             |                                             |                                             |                                             |                                             |                                         |                                         |                                         |                                 |                                 |                            |                                |                                |  |  |  |  |  |  |  |  |
| Európai Közösségek            |                                                             |                                             |                                             |                                             |                                             |                                         |                                         |                                         |                                 |                                 |                            |                                |                                |  |  |  |  |  |  |  |  |
|                               | Európai Atomenergia Közösség (EURATOM)                      |                                             |                                             |                                             |                                             |                                         |                                         |                                         |                                 |                                 |                            |                                |                                |  |  |  |  |  |  |  |  |
|                               |                                                             |                                             | Európai Szén- és Acélközösség (ESZAK)       | Európai Szén- és Acélközösség (ESZAK)       | Európai Szén- és Acélközösség (ESZAK)       | A szerződés 2002-ben hatályát vesztette | A szerződés 2002-ben hatályát vesztette | A szerződés 2002-ben hatályát vesztette |                                 | Európai Unió (EU)               | Európai Unió (EU)          |                                |                                |  |  |  |  |  |  |  |  |
|                               |                                                             |                                             | Európai Gazdasági Közösség (EGK)            | Európai Gazdasági Közösség (EGK)            | Európai Gazdasági Közösség (EGK)            |                                         |                                         | Európai Közösség (EK)                   | Európai Közösség (EK)           | Európai Unió (EU)               | Európai Unió (EU)          |                                |                                |  |  |  |  |  |  |  |  |
|                               |                                                             | TREVI-csoport                               | TREVI-csoport                               | Bel- és igazságügyi együttműködés (JHA)     |                                             |                                         |                                         | Európai Közösség (EK)                   | Európai Közösség (EK)           | Európai Unió (EU)               | Európai Unió (EU)          |                                |                                |  |  |  |  |  |  |  |  |
|                               | Rendőri és igazságügyi együttműködés büntetőügyekben (PJCC) | TREVI-csoport                               | TREVI-csoport                               | Bel- és igazságügyi együttműködés (JHA)     |                                             |                                         |                                         |                                         |                                 | Európai Unió (EU)               | Európai Unió (EU)          |                                |                                |  |  |  |  |  |  |  |  |
|                               | Európai Politikai Együttműködés (EPE)                       | Közös kül- és biztonságügyi politika (KKBP) | Közös kül- és biztonságügyi politika (KKBP) | Közös kül- és biztonságügyi politika (KKBP) | Közös kül- és biztonságügyi politika (KKBP) |                                         |                                         |                                         |                                 | Európai Unió (EU)               | Európai Unió (EU)          |                                |                                |  |  |  |  |  |  |  |  |
| Konszolidálatlan szervezetek  | Konszolidálatlan szervezetek                                | Nyugat-európai Unió (NYEU)                  | Nyugat-európai Unió (NYEU)                  | Nyugat-európai Unió (NYEU)                  | Nyugat-európai Unió (NYEU)                  | Nyugat-európai Unió (NYEU)              |                                         |                                         |                                 |                                 | Európai Unió (EU)          |                                |                                |  |  |  |  |  |  |  |  |
| Konszolidálatlan szervezetek  | Konszolidálatlan szervezetek                                | Nyugat-európai Unió (NYEU)                  | Nyugat-európai Unió (NYEU)                  | Nyugat-európai Unió (NYEU)                  | Nyugat-európai Unió (NYEU)                  | Nyugat-európai Unió (NYEU)              | Feloszlatva 2010-ben                    |                                         |                                 |                                 |                            |                                |                                |  |  |  |  |  |  |  |  |
|                               |                                                             |                                             |                                             |                                             |                                             |                                         |                                         |                                         |                                 |                                 |                            |                                |                                |  |  |  |  |  |  |  |  |

### Bővítés és kilépés
A szerződés 49. cikkelye az Európai Unió bővítését szabályozza. Kimondja, hogy bármely európai állam, amely magáévá teszi az Uniónak a szerződés 2. cikkelyében felsorolt alapelveit, kérheti felvételét az EU-ba. A felvételi kérelmet az Európai Unió Tanácsának kell benyújtani, amely az Európai Bizottsággal konzultál, és az Európai Parlament jóváhagyásával dönt a kérelem jóváhagyásáról. A felvétel feltételeit a felvételt kérő állam és az egyes tagállamok közötti szerződés keretében határozzák meg.
A szerződés 50. cikkelye szabályozza az Unióból való kilépés módját. Alapelv, hogy bármely tagállam – a maga alkotmányos szabályai szerint – dönthet az Európai Unióból való kilépésről. A kilépési eljárás akkor indul el, amikor a kilépni kívánó tagállam értesíti szándékáról az Európai Tanácsot. Az Unió ezután tárgyalásokat kezdeményez a kilépni kívánó tagállammal a kilépés menetéről és a kilépő tagállamnak az Unióval való jövőbeni viszonyáról. A kilépésről szóló megállapodást az Unió részéről az Európai Unió Tanácsa köti meg; ehhez a Tanács tagjainak minősített többsége és az Európai Parlament jóváhagyása szükséges. Amennyiben a kilépésről és a jövőbeni viszonyról szóló szerződést az eljárás megindulását követő két éven belül nem sikerül megkötni, a kilépést kérő állam tagsága megszűnik, hacsak az Európai Tanács egyhangú határozatával – és a kilépni kívánó állam egyetértésével – úgy nem dönt, hogy a tárgyalásokra kiszabott időt meghosszabbítja.

### Módosítási eljárások
Általános módosítási eljárás
Egyszerűsített módosítási eljárás
Az átlépési záradék

## Kivételek

### Az Európai Unió Alapjogi Chartája alól
Az Európai Unió Alapjogi Chartája, amelyet az Európai Bíróságon lehet számonkérni, nem vonatkozik teljes egészében az Egyesült Királyságra és Lengyelországra, illetve az erről való egyezmény teljeskörű ratifikációja után a Cseh Köztársaságra sem fog. Ennek ellenére teljes egészében vonatkozik az EU intézményeire és része az uniós jognak:
|  | „(1. cikk) A Charta nem terjeszti ki az Európai Unió Bíróságának, Lengyelország vagy az Egyesült Királyság bármely bíróságának vagy törvényszékének hatáskörét az annak megállapítására való lehetőségre, hogy Lengyelország vagy az Egyesült Királyság törvényi, rendeleti és közigazgatási rendelkezései, gyakorlatai vagy intézkedései nincsenek összhangban azokkal az alapvető jogokkal, szabadságokkal és elvekkel, amelyeket a Charta újólag megerősít. (2. cikk) Így különösen, és minden kétely eloszlatására, a Charta IV. címében semmi nem keletkeztet Lengyelországra vagy az Egyesült Királyságra alkalmazható, jogilag érvényesíthető jogokat, kivéve, ha Lengyelország vagy az Egyesült Királyság ilyen jogokról nemzeti jogában rendelkezik.” |
|  | – Lisszaboni szerződés - 7. jegyzőkönyv |

Habár a lengyel Polgári Platform jelezte a 2007-es lengyel választáson, hogy nem tartana igényt a Charta alól való kivételre, a párt által adott, a választáson hatalomra került Donald Tusk miniszterelnök azóta jelezte, hogy Lengyelország nem fontolgatja a Charta elfogadását. Tusk kijelentette, hogy tiszteletben tartja az előző kormány által kitárgyalt egyezségeket, habár nem vetette el annak lehetőségét, hogy Lengyelország később még csatlakozhat az egyezményhez.
A szerződés cseh ratifikációjának biztosításának érdekében az Európai Tanács megegyezett arról, hogy a Cseh Köztársaság is kivételt kap a Charta alól. Ez a jegyzőkönyv csak annak teljeskörű ratifikációja esetén lép érvényre, ezért szerepeltetve lesz a következő bővítési szerződésben. Ehhez a kivételhez Václav Klaus cseh elnök ragaszkodott, aki tartott attól, hogy a Charta jogalapot teremt a második világháború után a Beneš-dekrétumok Csehszlovákiából kitelepített németek követeléseihez. (A dekrétumok továbbra is hatályban vannak mind Csehországban, mind Szlovákiában.)

### Minősített többségi szavazás a rendőri és igazságügyi kérdésekben
Az Egyesült Királyság és Írország kivételt kértek a rendőri és igazságügyi kérdésekben történő szavazások esetére, hogy azokban, amennyiben valamelyikük igényli ezt, ne minősített, hanem egyhangú döntésre legyen szükség. Írországban a kivétel igényét három évvel a szerződés életbe lépése után felülvizsgálják.
A szerződés korlátlan lehetőséget biztosít a tagállamoknak, hogy kivételt kérjenek az EU irányelvei alól a rendőri és a bűnügyi törvénykezés esetében. A 2007. júniusi EU-csúcson kitárgyalt szerződéstervezet rendelkezése szerint a hatáskörök megosztásának megváltoztatása az Európai Unió és a tagállamok között kétirányú folyamat, jelezvén, hogy az EU-tól akár vissza is lehet venni bizonyos feladatokat.
A tagállamok kivételeket kaphatnak bizonyos más irányelvek esetében is.